# 日本テレビタワー

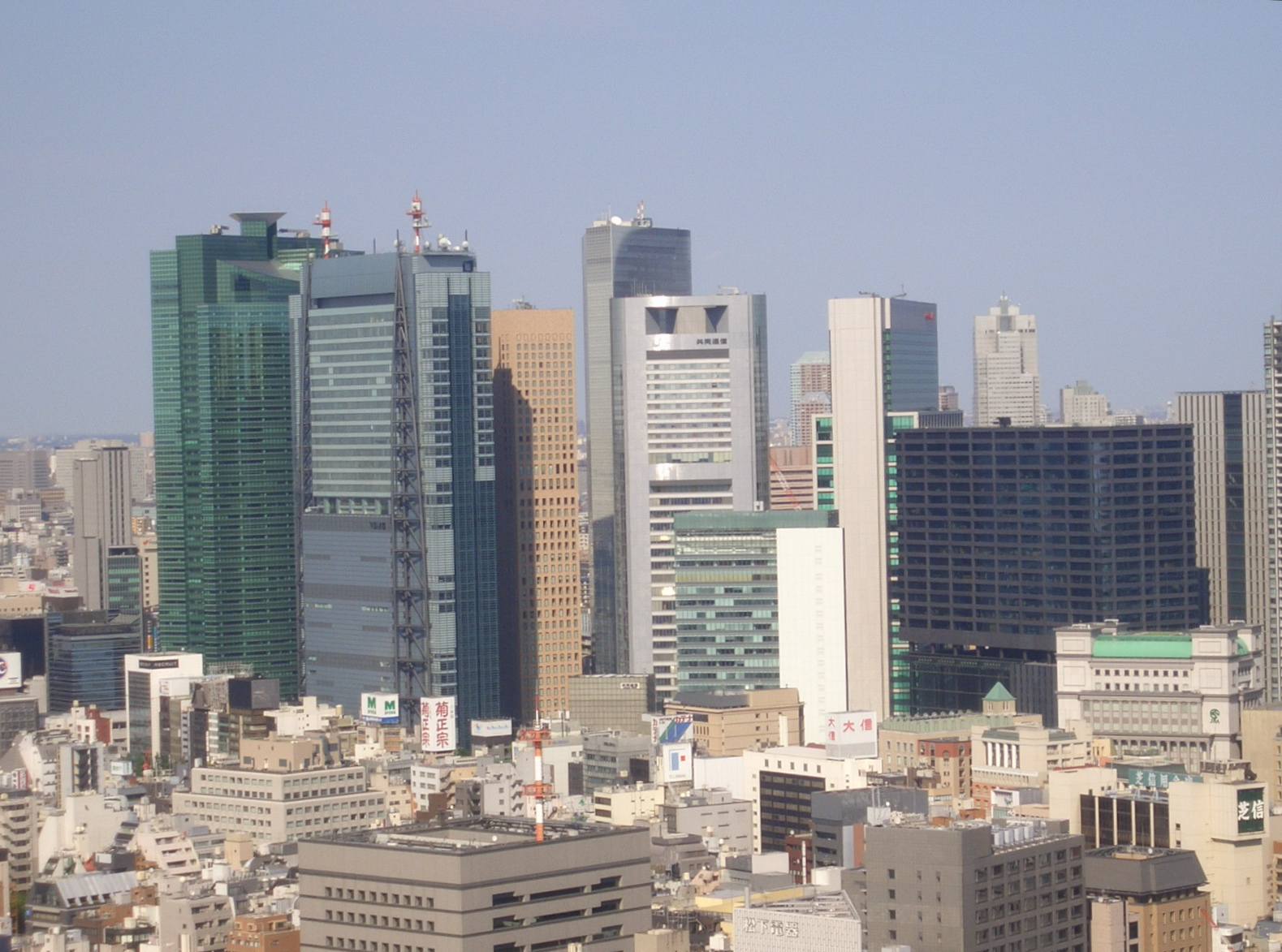
東京・汐留にある日本テレビタワー

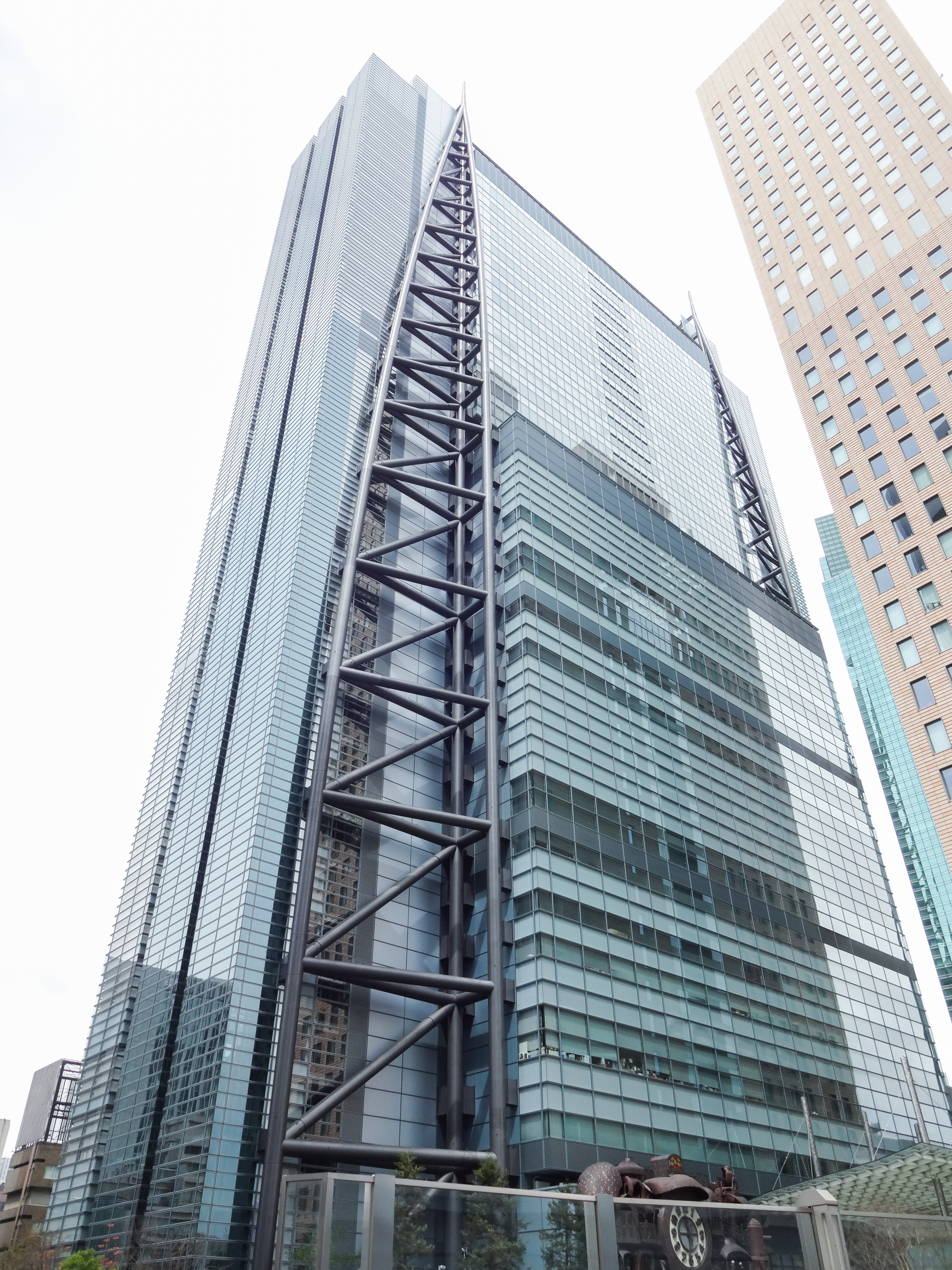
日本テレビタワー（汐留駅方向から）

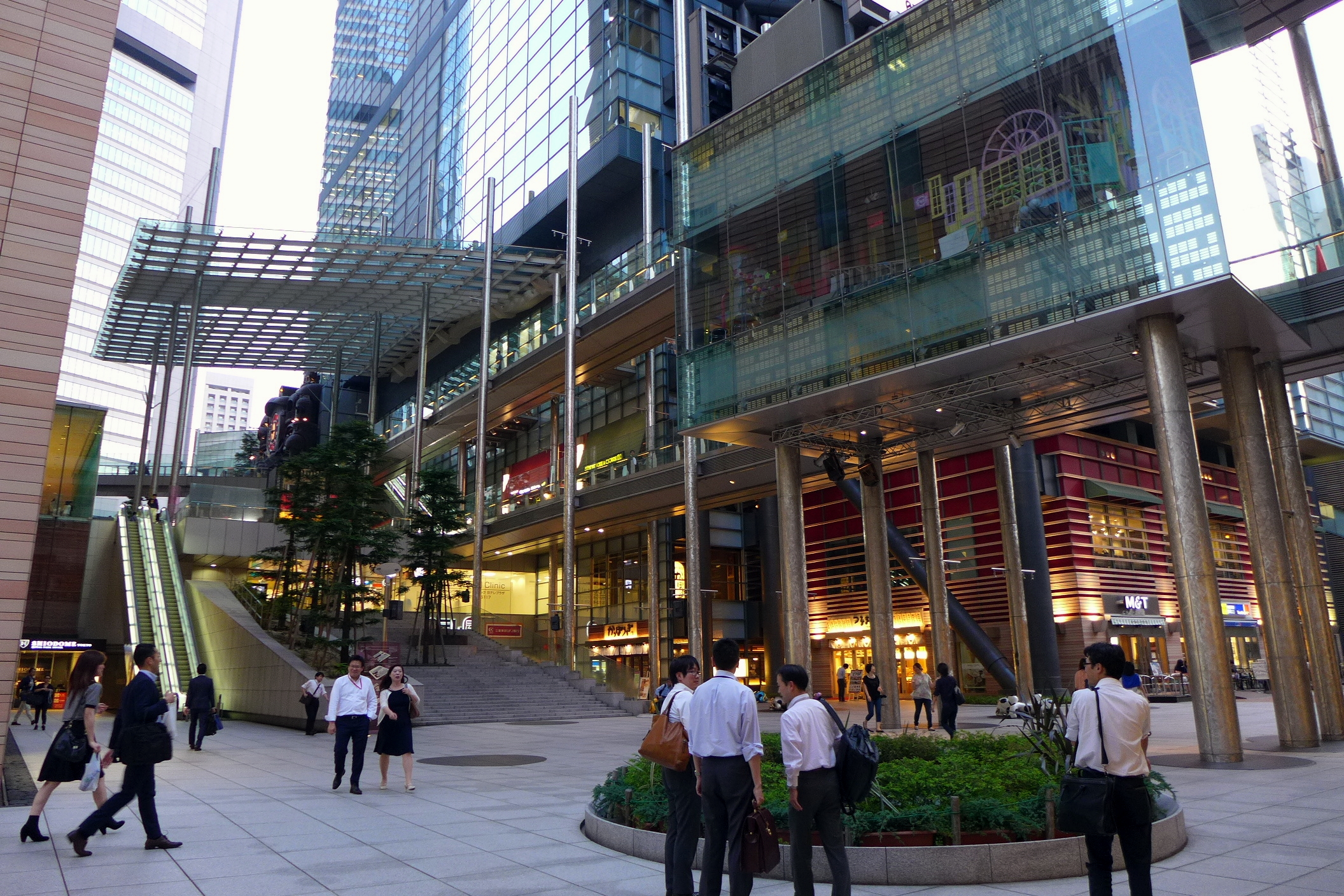
ゼロスタジオ

日本テレビタワー（にほんテレビタワー）は、東京都港区東新橋（通称・汐留）にある超高層ビル。日本テレビ放送網株式会社の本社および生放送の報道・情報番組と一部のバラエティ番組が制作されているテレビスタジオを有する。通称『日テレタワー』。

## 概要
汐留（新橋駅東口）の再開発地区である汐留シオサイトにある建築群の一角であり、世界的建築家リチャード・ロジャースが基本構想を手掛けた。施工は清水建設。建物外部四隅に柱を露出させた理由は、容積率緩和措置を受けるため。その他、地上2階の受付前フロアを自由通路とすることによっても容積率緩和措置を受けている。
建物の構造は上層と下層で分かれる。下層はスタジオなど番組制作の機能が集中し、フレキシブルな構造で床を取り払っても支障がない。スタジオの増築やオフィスへの転用も可能となっている。これは、千代田区の二番町（麹町分室）から汐留への本社移転が決定した際に、当時日本テレビ社長だった氏家齊一郎が「将来テレビ局という業種はなくなる。その時のために新社屋は貸しビルにできるような構造にするべき」と提唱したためである。上層はオフィスビルとなっているが、最上階にもスタジオがある。
なお、19階から24階は一般のテナントビルとして賃貸しており、19階には日テレグループ各社やNBCなど海外テレビ局の東京支局、20階から24階には過去に一般企業が入居していた。現在はすべて日本テレビグループの企業が入居している。実際、同系列の準キー局である読売テレビ（ytv）の東京支社が2009年11月に汐留シティセンターから日テレタワー20階に移転し、在阪準キー局の東京支社が在京キー局の本社に同居する唯一の形となった。また、愛媛県の系列局である南海放送（RNB）の東京支社も同じフロアに置かれており、さらには広島県の系列局である広島テレビ（HTV）・くまもと県民テレビ・長崎国際テレビ・鹿児島読売テレビの東京支社も21階に置かれている。2014年3月にはBSデジタル局のBS日テレ本社が、2025年4月1日に読売中京FSホールディングスがそれぞれ日テレタワー23階に、2015年11月にCSデジタル局のCS日本本社が日テレタワー22階にそれぞれ移転した。
建設前の社屋敷地（汐留駅跡地）では、『進め!電波少年』・『雷波少年』における長期ロケ企画のロケ地や『いけ年こい年』の生放送の会場（1999年末）として使用されていた。2003年4月の竣工から8月末までの間に順次各部署の移転作業が行われ、同年9月1日に編成・報道・マスター関係を除いたすべての事務系業務が汐留に移転。その間の同年8月2日には5月に先行開業していたテナントを含む低層フロアの施設が開業した。麹町から移転直前の同年秋には、移転・放送開始後へ向けてのトレーニング運用として『ぐるナイ』の「ゴチになります!」オープニングとスペシャル料理の選択権を決めるゲームなど一部の番組収録も汐留で行われるようになったほか、生番組では『NNNきょうの出来事』が先行して汐留からの放送を開始した（ただし、翌年のマスター移転までは麹町Eサブをテロップ出しなどを行う受けサブとして使用していた）。日本テレビタワーからの放送開始は当初、地上デジタル放送開始直前の2003年10月12日を予定していたが諸事情により大幅に遅れ、結果当初の予定日から4ヶ月遅れの2004年2月29日に主調整室が麹町の社屋（千代田区二番町）から移転し移転作業が完了。日本テレビタワーからの放送が開始した。
前述したビルの構造上、エレベーターの稼働率が非常に高いため、混雑時にはエレベーターの待ち時間が長くなるほか、場合によってはタレントと一般人が混乗することがあるという。2017年4月2日放送分の『ダウンタウンのガキの使いやあらへんで!』のフリートークで浜田雅功がエレベーターへの不満を話題にしたところ、後日、日本テレビ総務局から番組宛にエレベーターに対する回答が寄せられた。
日本のテレビ局の中でも32階と総階数が大きいビルである。また、日テレ汐留移転を以って、在京民放キー局は5局全て港区に本社を構えるようになった。

## スタジオ
S1スタジオ（211坪）・S2スタジオ（138坪）
13階にあるスタジオ。バラエティ・報道・情報番組向けの収録および生放送に対応。S1スタジオは汐留本社内のスタジオでは最大の広さを誇っている。『しゃべくり007』、『踊る!さんま御殿!!』、『世界一受けたい授業』、『ダウンタウンのガキの使いやあらへんで!』、『スクール革命!』、『カズレーザーと学ぶ。』、『エンタの神様』、『真相報道 バンキシャ!』、『シューイチ』などで使われる。過去には『有吉反省会』『AKBINGO!』などでも使用。
『24時間テレビ 「愛は地球を救う」』や『サッポロビール新春スポーツスペシャル 東京箱根間往復大学駅伝競走』など大型番組の親サブとしても使用される（後者については放送センターとしての役割も担っている）。スタジオ入り口のドアの色は、S1スタジオが赤、S2スタジオが黄。
S3スタジオ（148坪）・S4スタジオ（148坪）
9階にあるスタジオ。報道・情報番組向けの生放送の帯番組などが使用。生放送対応を前提としているため、各番組のセットが常設されている他、HD収録機がS1・S2の様に常設されていない。S3スタジオは『DayDay.』（セットを『日テレアップDate!』でも使用）、『news zero』、『Going!Sports&News』、S4スタジオは『ZIP!』、『ヒルナンデス!』で使用。スタジオ入り口のドアの色は、S3スタジオが青、S4スタジオが緑。
NEWSスタジオ（130坪）
5階にあるスタジオ（報道局と隣接）。ピンク色とマゼンタ色に染まったスタジオ。報道番組専用で『Oha!4 NEWS LIVE』『ストレイトニュース（平日版）』『news every.』『ニュースサンデー』や『ズームイン!!サタデー』のニュースコーナー、年末年始深夜の『NNN NEWS&SPORTS』で使用。『 - every.』などと『Oha!4 - 』のセットが向かい合わせに配置する形で常設されており、『 - every.』で『Oha!4 - 』のセットが映り込むことがある。バーチャル設備にも対応していて（ニュースサブ1と3が対応）、隣接する報道フロアからも放送できる。2020年4 - 5月には新型コロナウイルス感染症対策の為、『news zero』のリモートスタジオとしても使用されていた。
報道局フロア（約455坪）
5階にあるおよそ1500平方メートルという報道局フロアは「スタジオ」として設計されており、フロア内にはカメラや音声などのケーブルを接続できる端子板が壁面や床面など各所に設置されている。これを活用することでフロア内のどこからでも番組制作・放送が可能。
"NNN"の大きなロゴが設置され、電飾されていたが東日本大震災後の電力事情によりしばらく消灯して対応した後、程なくしてロゴの上からオレンジのカラーリングが施された同じ形の"NNN"ロゴを張り付けていたが、2017年3月27日から再び電飾が復活している（震災前はロゴ自体が光る形だったが、2017年以降はロゴの周囲が光る形に変更された）。東日本大震災前の電飾のカラーバリエーションは曜日ごとに変えられていて、月曜: ホワイト、火曜: イエロー、水曜: ライトブルー、木曜: グリーン、金曜: ピンク、土曜・日曜: ブルー、年始（主に元日）: レッドと変化していたが、2017年3月27日の電飾復活後はホワイトに統一している。また、2013年以降は日テレのロゴが変更されたことに合わせ、報道局フロアのロゴも「0テレ（0の中に斜め線）」に変更されている。
報道局フロア内には下記の番組制作・送出設備が備わっている。
- ニュースサブ1（地上波ニュース用）

ニューススタジオの駆動及び、報道局フロア内カメラ等の駆動
- ニュースサブ2（日テレNEWS24専用）

ニュースサブ1と2は相互補完機能を持たせており、どちらか一方に障害が発生した場合は、すぐに切り替えて運行を継続できる。
- ニュースサブ3（素材送り用）

通常は系列局など外部からの素材を受けたり、NTVから各局への所謂裏送りを行うために特化した運用を行っているが、ミニニュースなど通常番組での対応も可能である。麹町旧社屋でのEサブとFサブの相互補完機能を踏襲した運用形態となっている。
- 地上波用顔出しブース（ニュースサブ1 スペース内）

『ストレイトニュース（週末版）』（土曜は『ゼロイチ』内）、『スッキリ』『ヒルナンデス!』『情報ライブ ミヤネ屋』（読売テレビ制作）『Going!Sports&News』『真相報道 バンキシャ!』のニュースコーナー、『NNN news』などで使用。2020年4月からは新型コロナウイルス感染症対策の為、『Oha!4 NEWS LIVE』のリモートスタジオとしても使用されている（一時期を除く）ほか、2020年4月から2021年3月までは『news every.』でも同様の用途で使用されていた。
- 日テレNEWS24専用ブース（ニュースサブ2と隣接）

この他に、移転当初は天井移動カメラ（通称「レールカメラ」）も設置されていたが、現在は使用されなくなり撤去されている。
なお、報道局フロアにあるニュースサブの一連の更新工事が2016年度に行われていて、2016年7月31日から、ニュース2サブの機能である「日テレNEWS24」用のスタジオとマスター（主調整室）がSKYスタジオとサブ（副調整室）、それに、報道局フロアーに仮設されたスタジオで代替運用が始まり、次いで、8月中に、地上波で放送されているニュース番組の送出ができるように、ニュース2サブにてその工事を行い、2016年9月5日から11月末まで、ニュース2サブにて、地上波で放送されるニュース番組の送出が行われ、そのニュース1サブから更新工事を行っていた。11月28日から新ニュース1サブの運用開始し、ニュース2サブの更新工事が開始された。また、ニュース3サブの運用が12月に開始している。ニュース1サブの工事期間中はニューススタジオも工事が行われ、使用する番組は別のスタジオを使用していた。
SVスタジオ（71坪）
13階にあるヴァーチャルスタジオ。ブルーバック（日テレはグリーンを使用）のホリゾントが常設され、『あさ天サタデー』などで使われていたが、『午前0時の森』など中規模のスタジオとして普通にセットを組んで番組を収録・生放送する事も多々ある。『日テレ系音楽の祭典 Premium Music』『THE MUSIC DAY』『日テレ系音楽の祭典 ベストアーティスト』など音楽特番の親サブとしても使用される。スタジオ入り口のドアの色は、紫。
SKY1スタジオ（31坪）
SKY2スタジオ（31坪）
15階にあるスタジオ。ガラス張りで、都心の眺望が特徴である事から、パノラマスタジオとも呼べる。スポーツ中継や『天才!!カンパニー』、『スーパースポーツマガジン』（BS日テレ）などで使用。
タワートップスタジオ
最上階、32階にあるスタジオ。SKY1・SKY2スタジオと同じく一部がガラス張りになっていて、都心の眺望が特徴。『情報満喫バラエティ 週末にしたい10のこと!』などで使用。また、各メディア向けの記者会見の場に使われることもある。
マイスタジオ（92坪）
ゼロスタジオ（22坪）
社屋外の通路に隣接し（東京BRT「新橋」停留施設の正面にあたる）、1階レベルにあるオープンスタジオ。地下2階レベルから伸びる支柱で支える構造であり、浮かんでみえる。通路に面していない三方面がガラス張り。専用のサブはなく、マイスタジオのサブから駆動する。当初はカメラやマイクなどの常設機材もなかったが、同スタジオをレギュラー使用する番組の立ち上げに伴い、常設機材を用意し現在に至っている。
かつて『ラジかる!!』→『ラジかるッ』→『おもいッきりDON!1025』→『PON!』、『真麻のドドンパッ!』（BS日テレ）で使用されていた。現在、通常使用する番組は無く空の状態となっているが、CMなどの撮影やイベントで使われることがある。ラジオ日本では日本テレビアナウンサーによる番組などで使用された。
前述のマイスタジオ（サブ設備）から駆動する。
2022年2月から翌2023年3月まで木下グループと共同でのPCR検査センターとして使用されていた。
リモートサブ（1, 2）
8階にあり、外部からの中継を受けるための副調整室（サブ）のみの送出設備。「リモート」という言葉には、中継車など外部で制作される番組を本社で遠隔制御するという意味がある。主にプロ野球中継、サッカー中継などスポーツ中継で使用している。なお、制作・情報系で内部スタジオを使用しない場合は、S1〜S4・SVの副調整室を使用することが多く、報道系で内部スタジオを使用しない場合はNEWS1サブを主に使用するとのことである。
※すべてハイビジョン対応。

## スタジオ以外の施設

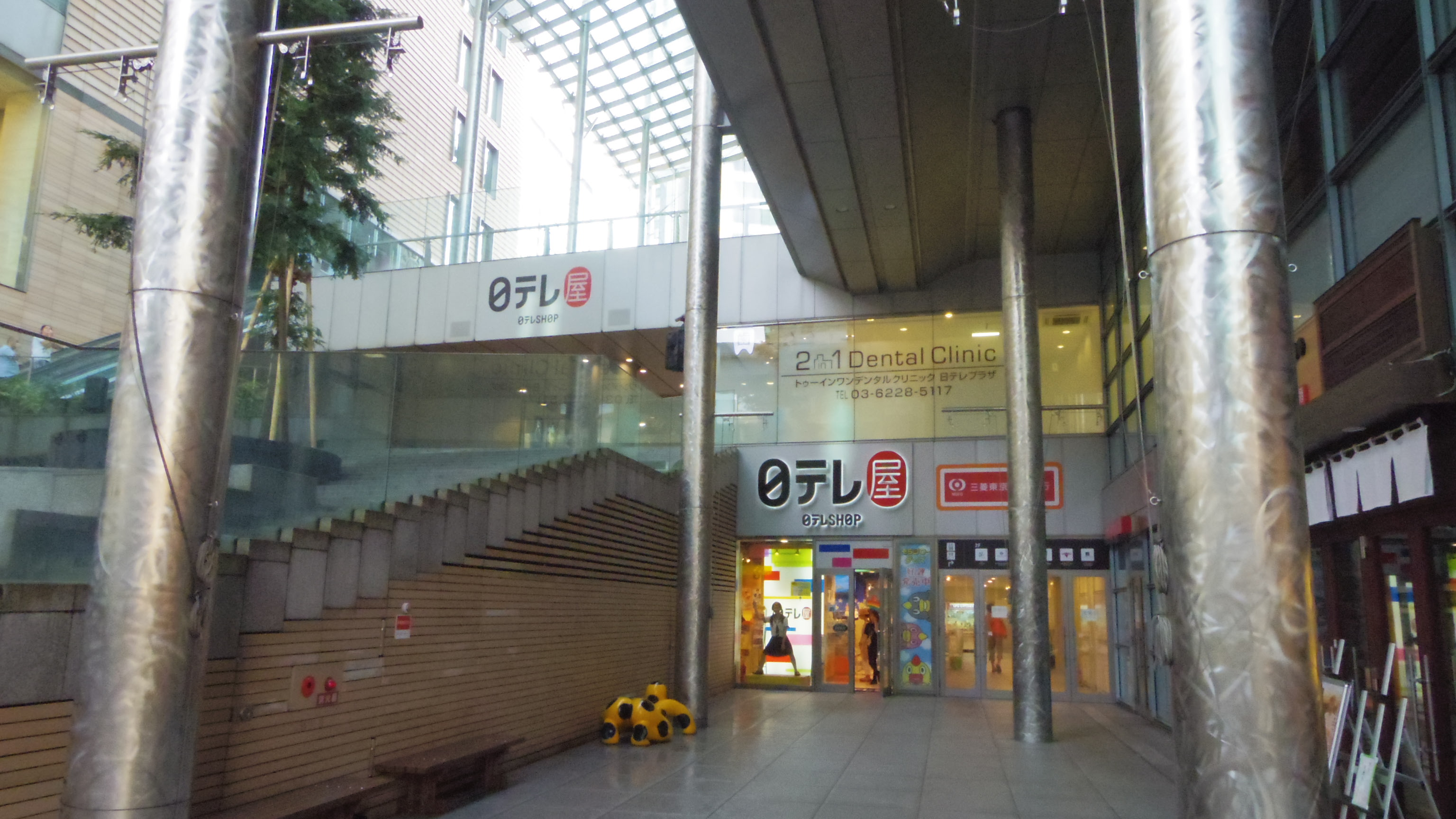
日テレ屋汐留店

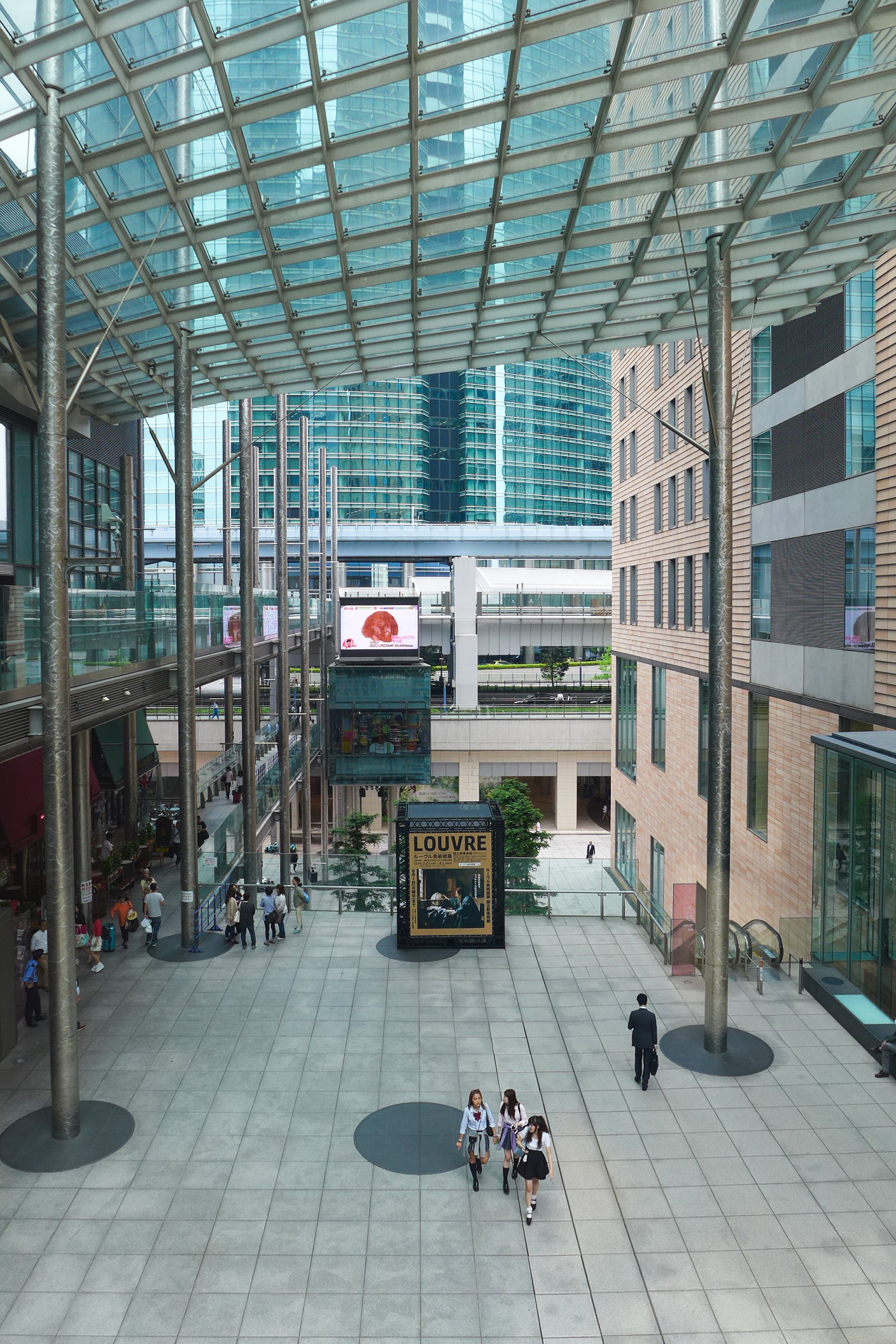
大屋根広場

メディアセンター
7階にある放送の運行・送出を行うマスターコントロールルーム。日本テレビの放送を支える中枢を担うセクション。関東一円と全国のネットワーク各局、またBS日本・CS日本へも毎日の番組を送り出している。送出VTR・番組サーバ・CMバンク・データ放送・文字字幕放送の送出設備を擁し運行・送出を行っている。BS日テレの送出マスターもメディアセンターに設置されている。
また、OAデータ・APS (Automatic Programming System)の運行データ作成・変更を行う「放送進行」もキー局としての重要なセクションである。
回線センター（SDC・SOC・回線ブッキング）
生中継に欠かせない自営マイクロ回線（マイクロ基地局）の運用・保守、及び局内回線分配系の運用・保守、SNGの管制・運用・保守を行うセクション。自営マイクロ回線の運用を行う「SDC」、SNG回線の管制・運用を行う「SOC」またNTT回線の運用を行う「回線ブッキング」の3つに運用セクションが分かれている。
汐留AX（SHIODOME-AX）
1階にあったオープンスタジオ、イベントスペース、ライブハウス。日本テレビが運営していたライブハウスSHIBUYA-AXの姉妹版として、アイドルイベントやアーティストライブ、お笑いライブやトークショーなどに使われていた。汐博の期間中は連日アイドルイベントが開催されており、それ以外の期間でもSUPER☆GiRLSのように定期的に公演を行うグループがあった。ステージ内容にもよるが、収容人員は200 - 400人程度。
元々「クリスタルホール」という名称で展示会やイベントが可能なスペースとしていた。2007年、『くちコミ☆ジョニー!』の開始と共に観客が中に入ることができる公開型のオープンスタジオ「テレビバ」に改修し、『おもいッきりDON!』（第2部）でも使用され、外の通路から番組収録を見ることができた。
2010年に「汐留AX」に改められてからはテレビ番組の収録は殆ど行われず、2012年閉館。その後は特に名称がつけられていないが、クリスタルホール時代と同様に不定期にイベントで使用されている。
「AX」（アックス）とは日本テレビのコールサイン（JOAX-(D)TV）。
日テレホール
2階にある、講演・会議やイベント展示などに使用される多目的ホール。記者会見、番組収録にも対応。全国高等学校サッカー選手権大会全国大会組み合わせ抽選会の会場としても使われる。
大階段・大屋根広場
地下2階から続く地下1階へと続く大階段と地上1階の大屋根広場は日本テレビタワーと汐留タワーの間にある公共空間。大屋根広場からは『news every.』で木原実とそらジローが天気予報を伝えている。
日テレ屋汐留店
地下2階にある店舗。株式会社日本テレビサービスが運営し、日本テレビの番組やマスコットキャラクター等の各種グッズを販売している。
アンパンマンテラス
地下2階にある店舗。アンパンマンのグッズを販売している。子供向けのプレイコーナーも併設している。2012年9月23日閉店。
汐留らーめん
地下2階にあったラーメン店。日本テレビ開局50年企画として誕生した。2011年8月末日閉店。
2in1 デンタルクリニック 日テレプラザ
地下1階にある歯科クリニック。
その他、各種飲食店（タコベル等）が出店している。

## 旧社屋との関係性について
2004年に日本テレビの本社機能はデジタル放送に対応するため、開局以来本社を置いていた千代田区二番町（通称：麹町）から港区東新橋（通称：汐留）に移転した。
しかし、移転後に本社機能・番組収録を全て旧社屋から新社屋にシフトしたTBSやフジテレビとは違い、日本テレビは2004年時点で麹町社屋がさほど老朽化していなかった事や、新社屋の敷地面積が他の在京民放の社屋より狭いことなどから、本社機能と報道・情報番組制作、一部のバラエティー番組制作が『日本テレビタワー』にシフトする一方で、バラエティ番組の多くが『麹町分室』で2019年の稼働終了まで制作されていた。2019年からは隣接地に建設した『日本テレビ番町スタジオ』での番組制作を始めている。こうした機能分散の例はテレビ朝日六本木ヒルズ社屋完成前の時代（アークヒルズのスタジオ建設や本社機能移転）などがある。
『麹町分室』と後継の『番町スタジオ』で制作された番組は『日本テレビタワー』（汐留社屋）に光ファイバーでHD/SD転送され、本社主調整室から地上波は東京スカイツリー（東京タワーは予備送信所）で関東一円へ、ネット向け回線で全国のネット局へ送られ、放送に至っている。逆にBS日本とCS日本の本社・送出マスターが麹町にあった頃は『日本テレビタワー』で制作したBS・CSの番組は『麹町分室』に光ファイバー転送されてそれぞれのマスターを経由して放送されていた。
汐留・麹町間はスタッフ専用のシャトルバスで結ばれている（六本木再開発時代のテレビ朝日も同様）。